# Los Angeles Lakers 2009-2010
La stagione 2009-10 dei Los Angeles Lakers fu la 61ª nella NBA per la franchigia. La squadra in questa stagione fu la franchigia con il maggior numero di denaro speso in stipendi dei giocatori (92147280 $).
I Los Angeles Lakers vinsero la Pacific Division della Western Conference con un record di 57-25. Nei play-off vinsero il primo turno con gli Oklahoma City Thunder (4-2), la semifinale di conference con gli Utah Jazz (4-0), la finale di conference con i Phoenix Suns (4-2), vincendo poi il titolo battendo nella finale NBA i Boston Celtics (4-3).

## Risultati
- Primi nella Pacific Division.
- Vincitori degli NBA Playoffs 2010.

## Roster
| \| Pos. \| Num. \| Naz. \| Nome \| Altezza \| Peso \| Data nascita \| Provenienza \| \| ---- \| ---- \| ---- \| -------------- \| ------- \| ------ \| ------------ \| --------------------------------------- \| \| A \| 37 \| \| Artest, Ron \| 198 cm \| 111 kg \| 13-11-1979 \| St. John's \| \| G \| 12 \| \| Brown, Shannon \| 193 cm \| 93 kg \| 29-11-1985 \| Michigan State \| \| G \| 24 \| \| Bryant, Kobe \| 198 cm \| 91 kg \| 23-08-1978 \| Lower Merion High School (Pennsylvania) \| \| C \| 17 \| \| Bynum, Andrew \| 213 cm \| 129 kg \| 27-10-1987 \| St. Joseph High School (New Jersey) \| \| G \| 1 \| \| Farmar, Jordan \| 188 cm \| 82 kg \| 30-11-1986 \| UCLA \| \| G \| 2 \| \| Fisher, Derek \| 185 cm \| 91 kg \| 09-08-1974 \| Arkansas–Little Rock \| \| A \| 16 \| \| Gasol, Pau \| 213 cm \| 103 kg \| 06-07-1980 \| Barca (Spain) \| \| C \| 28 \| \| Mbenga, D.J. \| 213 cm \| 111 kg \| 30-12-1980 \| OpenJobMetis Varese (Italy) \| \| A \| 6 \| \| Morrison, Adam \| 203 cm \| 93 kg \| 19-07-1984 \| Gonzaga \| \| A \| 7 \| \| Odom, Lamar \| 208 cm \| 100 kg \| 06-11-1979 \| Rhode Island \| \| A \| 21 \| \| Powell, Josh \| 206 cm \| 102 kg \| 25-01-1983 \| North Carolina State \| \| G \| 18 \| \| Vujačić, Saša \| 201 cm \| 88 kg \| 08-03-1984 \| Pallalcesto Amatori Udine (Italy) \| \| A \| 4 \| \| Walton, Luke \| 203 cm \| 107 kg \| 28-03-1980 \| Arizona \| | Allenatore - Phil Jackson Assistente/i - Jim Cleamons (Vice-allenatore) - Frank Hamblen (Vice-allenatore) - Brian Shaw (Vice-allenatore) - Kareem Abdul-Jabbar (Vice-allenatore speciale) - Craig Hodges (Vice-allenatore speciale) - Gary Vitti (Preparatore atletico) Legenda - (C) Capitano - (FA) Free agent - (S) Sospeso - (TW) Contratto Two-way - (GL) Assegnato a squadra G League affiliata - Infortunato Roster • Transazioni · Ultima transazione: 24 giugno 2010 |                         |                |         |        |              |                                         |
| Pos. | Num. | Naz.                    | Nome           | Altezza | Peso   | Data nascita | Provenienza                             |
| A | 37 | Stati Uniti (bandiera)  | Artest, Ron    | 198 cm  | 111 kg | 13-11-1979   | St. John's                              |
| G | 12 | Stati Uniti (bandiera)  | Brown, Shannon | 193 cm  | 93 kg  | 29-11-1985   | Michigan State                          |
| G | 24 | Stati Uniti (bandiera)  | Bryant, Kobe   | 198 cm  | 91 kg  | 23-08-1978   | Lower Merion High School (Pennsylvania) |
| C | 17 | Stati Uniti (bandiera)  | Bynum, Andrew  | 213 cm  | 129 kg | 27-10-1987   | St. Joseph High School (New Jersey)     |
| G | 1 | Stati Uniti (bandiera)  | Farmar, Jordan | 188 cm  | 82 kg  | 30-11-1986   | UCLA                                    |
| G | 2 | Stati Uniti (bandiera)  | Fisher, Derek  | 185 cm  | 91 kg  | 09-08-1974   | Arkansas–Little Rock                    |
| A | 16 | Spagna (bandiera)       | Gasol, Pau     | 213 cm  | 103 kg | 06-07-1980   | Barca (Spain)                           |
| C | 28 | RD del Congo (bandiera) | Mbenga, D.J.   | 213 cm  | 111 kg | 30-12-1980   | OpenJobMetis Varese (Italy)             |
| A | 6 | Stati Uniti (bandiera)  | Morrison, Adam | 203 cm  | 93 kg  | 19-07-1984   | Gonzaga                                 |
| A | 7 | Stati Uniti (bandiera)  | Odom, Lamar    | 208 cm  | 100 kg | 06-11-1979   | Rhode Island                            |
| A | 21 | Stati Uniti (bandiera)  | Powell, Josh   | 206 cm  | 102 kg | 25-01-1983   | North Carolina State                    |
| G | 18 | Slovenia (bandiera)     | Vujačić, Saša  | 201 cm  | 88 kg  | 08-03-1984   | Pallalcesto Amatori Udine (Italy)       |
| A | 4 | Stati Uniti (bandiera)  | Walton, Luke   | 203 cm  | 107 kg | 28-03-1980   | Arizona                                 |